# Chorus giganteus
Chorus giganteus, là một loài ốc biển, là động vật thân mềm chân bụng sống ở biển trong họ Muricidae, họ ốc gai. Kích thước khoảng một nắm tay người trưởng thành, màu xước đỏ nâu hoặc nâu đất. Đây là loài đặc hữu của bờ biển của Chile chưa hoặc hiếm thấy tại Việt Nam. Ưa sống ở vùng biển ấm có nhiều mỏm đá để trú ngụ và làm chỗ bám. Chúng giá trị dinh dưỡng, dùng làm thực phẩm đặc sản .

## Hình ảnh

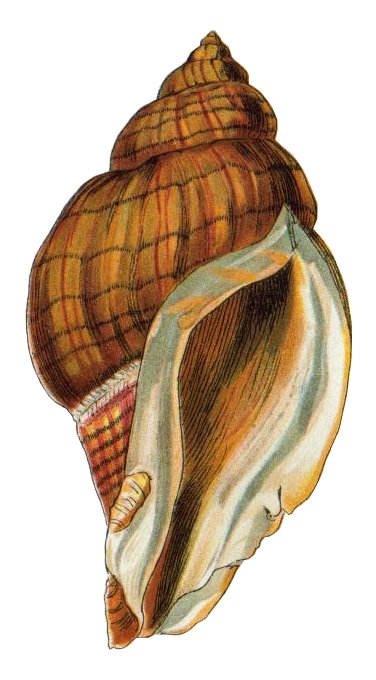